# Nadjirom Mouniro
 (décembre 2014).
Nadjirom Mouniro né le 17 avril 1907 à Bepo Pen village du canton de Koumra au Tchad, décédé le 30 mars 1958 au même lieu, est un militaire français d'origine tchadienne, compagnon de la Libération.

## Biographie
À 17 ans, début janvier 1925, il s'engage dans le régiment de tirailleurs sénégalais du Tchad (RTST) puis est affecté au bataillon de tirailleurs sénégalais de l'Afrique-Équatoriale française (AEF).
En 1927 il est muté au 14e régiment de tirailleurs sénégalais et est envoyé en formation à Mont-de-Marsan où il est nommé caporal en 1928.
En 1931, il est affecté à la 1re compagnie du bataillon de tirailleurs sénégalais de l'Oubangui-Chari (BTOC) et stationne à Bangui et promu sergent en 1932, sergent-chef en 1937, adjudant en 1940.
Apprenant le ralliement à la France libre de plusieurs pays de l'AEF, il contribue à faire se rallier la troupe indigène de la garnison aux FFL le 28 août 1940.
Fin 1940, il est affecté à la 6e compagnie au bataillon de marche n° 2 en poste à Bangui.
En mars-avril 1941, il est envoyé avec le bataillon de marche no 2 en Palestine mandataire et participe du 8 juin au 14 juillet à campagne de Syrie puis à des opérations de maintien de l'ordre en Irak après la guerre anglo-irakienne jusqu'au 31 août 1941. Le 1er août, il est promu adjudant-chef.

En 1942, il participe à la guerre du désert en Libye, s'illustrant en particulier pendant la bataille de Bir Hakeim, du 26 mai au 11 juin. Au repos à Beyrouth, il reçoit, le 29 août, pour sa bravoure et ses faits d'armes, la Croix de la Libération des mains du général de Gaulle.
En février 1943, nommé sous-lieutenant, il est muté à Madagascar que les Britanniques viennent de remettre aux Français libres après l'opération Ironclad et y reste jusqu'en septembre.
 
En 1944, à la tête d'une section de pionniers, il prend part à la Libération de la France, s'illustrant particulièrement lors de la libération des poches de Royan et de La Rochelle.

Après la Victoire, il est renvoyé au Tchad, quitte l'armée en 1946 en tant que sous-lieutenant de réserve et retourne dans son village natal.
En 1950, il est promu lieutenant de réserve et devient chef de tribu à Bepo Pen, succédant ainsi à son père. Il décède le 30 mars 1958.

## Décorations

### Décorations françaises
- Chevalier de la Légion d'honneur
- Compagnon de la Libération (décret du 9 septembre 1942)
- Médaille militaire
- Croix de guerre 1939–1945 (avec palme)
- Médaille de la Résistance française par décret du 3 aout 1946[1]
- Médaille coloniale (avec agrafes Libye, AEF et Bir Hakeim))
- Médaille commémorative de Syrie-Cilicie

### Décorations étrangères
Médaille de l'ordre du Mérite syrien